# Yun Hota To Kya Hota
Yun Hota To Kya Hota (hindi: यूँ होता तो क्या होता, urdu: یوں ہوتا تو کیا ہوتا, angielski: If This Happened Then What Would Have Happened) – bollywoodzki dramat z 2006 roku wyreżyserowany przez znanego aktora Naseeruddin Shah (Sarfarosh, Monsunowe wesele). Występują: Konkona Sen Sharma, Ayesha Takia, Jimmy Shergill, Paresh Rawal, Boman Irani, Saroj Khan i Irrfan Khan. Film przedstawia atak terrorystyczny na World Trade Center w Nowym Jorku z 11 września 2001.

## Obsada
- Konkona Sen Sharma – Tilottima Das - Punj
- Irrfan Khan – Salim Rajabali
- Ayesha Takia – Khushbo
- Jimmy Shergill – Hemant	Punj
- Karan Khanna – brat Salima
- Paresh Rawal – Rajubhai Patel
- Saroj Khan – matka Salima
- Ratna Pathak – Tara
- Ankur Khanna – Rahul Bhide
- Boman Irani – DCP
- Suhasini Mulay – Namrata
- Imaad Shah – Joy
- Shahana Goswami – Payal
- Sameer Sheikh  – Nitin
- Meghna Malik – Kalpa

## O twórcach filmu
- Znany aktor Naseeruddin Shah (Iqbal, Monsunowe wesele, Sarfarosh, 3 Deewarein Masoom, Mohra) debiutuje tym filmem jako reżyser, obsadzając w nim też swoją żonę Ratna Pathak w roli Tary i  syna Immaduddina (Imaad Shah) w roli Joya.